# 福格特兰地区赖兴巴赫
福格特兰地区赖兴巴赫（德語：Reichenbach im Vogtland，發音：[ˈʁaɪçn̩bax ʔɪm ˈfoːktlant]）是德国萨克森州福格特兰县的城市，面积34.46平方千米，2023年12月31日人口为20,273人。2016年1月1日，市镇米劳并入福格特兰地区赖兴巴赫。